# Rudolf von Habsburg-Laufenburg (Bischof)
Rudolf von Habsburg-Laufenburg (* im 13. Jahrhundert; † 3. April 1293 in Zürich), II. Graf dieser Nebenlinie der Habsburger, war von 1274 bis 1293 Fürstbischof von Konstanz.

## Familie
Rudolf war der zweite Sohn von Graf Rudolf I., dem Schweigsamen von Habsburg-Laufenburg und der Gertrud von Regensberg. Im Geschlecht der Grafen von Habsburg-Laufenburg ist er Rudolf II., während er als Bischof von Konstanz Rudolf I. (der erste Bischof von Konstanz mit diesem Vornamen) ist.
Sein älterer Bruder war Gottfried I., Graf von Habsburg-Laufenburg († 1271). Sein jüngerer Bruder Eberhard († 1284) war mit der Anna von Kyburg vermählt und begründete die Linie Neu-Kyburg. König Rudolf I. von Habsburg war sein Vetter.

## Leben
Der zum Geistlichen bestimmte Rudolf war von 1255 bis 1262 Domherr in Basel, 1259 Pfarrer in Dietikon, 1262–1274 Propst in Basel und 1270–1272 Propst von St. Martin in Rheinfelden. Im Jahr 1266 studierte er die Rechte in Bologna. Von 1271 bis 1288 hatte er zusammen mit seinem jüngeren Bruder Eberhard, dem Graf von Kyburg ab 1273, die Vormundschaft in der Landgrafschaft Klettgau für seinen Neffen Rudolf III. inne, der beim Tod Gottfrieds I. noch minderjährig war.
Das Konstanzer Domkapitel wählte ihn 1274 zum Bischof, die Weihe durch Papst Gregor X. erfolgte 1275 in Lausanne. Rudolf macht sich für seinen Mündel stark. Nach dem Tode des Bruders Eberhard 1284 übernahm er die Verwaltung der kyburgischen Besitzungen in Burgund. Als Haupt des Laufenburgischen Zweiges der Habsburger hatte er ein gespanntes Verhältnis zu seinem Vetter König Rudolf I., der versuchte. seinen Besitz auf Kosten der anderen Habsburgischen Linien zu erweitern (respektive aus dessen Sicht, die Habsburgischen Lande beisammen zu halten). Nach Rudolfs Tod 1291 trat er an die Spitze eines breiten Bündnissen gegen Rudolfs Sohn, Albrecht I., Herzog von Österreich. Dem Bündnis gehörten neben dem Bistum Konstanz die Grafen von Montfort, Nellenburg, Homburg-Rapperswil, die Innerschweizer Orte Schwyz und Uri, die Städte Konstanz, Zürich, Bern und Luzern sowie Graf Amadeus V. von Savoyen an. Albrecht behielt jedoch militärisch die Oberhand und nötigte Rudolf 1292 zum Frieden.